# Ford Transit Connect
O Transit Connect é um utilitário de porte pequeno da Ford.